# Copa Merconorte 2000
De Copa Merconorte 2000 was de derde editie van deze voetbalcompetitie. Het toernooi stond open voor ploegen uit ploegen uit de vijf noordelijke landen van Zuid-Amerika: Bolivia, Colombia, Ecuador, Peru en Venezuela (ploegen uit het zuiden van het continent speelden in de tegenhanger van dit toernooi, de Copa Mercosur). Voor deze editie werden er ook ploegen uit Costa Rica en Mexico uitgenodigd. Het Colombiaanse Club Atlético Nacional won hun tweede titel (na 1998) door hun landgenoten CD Los Millonarios in de finale te verslaan. Titelhouder América de Cali werd al in de groepsfase uitgeschakeld.

## Deelnemers
Aan de derde Copa Merconorte deden zestien ploegen uit zeven landen mee. Voor het eerst waren er ook deelnemers uit Noord-Amerika. In 1998 waren er al ploegen uit Mexico en de Verenigde Staten uitgenodigd, maar deze invitaties werden later weer ingetrokken. Ploegen konden zich niet kwalificeren voor het toernooi, maar werden uitgenodigd. Deze invitatie gebeurde op basis van (historische en huidige) sportieve resultaten en commerciële belangen. In totaal had Mexico vier deelnemers, Colombia, Ecuador en Peru hadden drie deelnemers en Bolivia, Costa Rica en Venezuela hadden één deelnemer.
| Land                                | Deelnemer                      | Deelnames | Beste resultaat         |
| ----------------------------------- | ------------------------------ | --------- | ----------------------- |
| Mexico (FMF) 4 deelnemers           | CD Guadalajara                 | geen      |                         |
| Mexico (FMF) 4 deelnemers           | Club Necaxa                    | geen      |                         |
| Mexico (FMF) 4 deelnemers           | CF Pachuca                     | geen      |                         |
| Mexico (FMF) 4 deelnemers           | Deportivo Toluca FC            | geen      |                         |
| Colombia (FCF) 3 deelnemers         | América de Cali                | 2         | Winnaar (1999)          |
| Colombia (FCF) 3 deelnemers         | Club Atlético Nacional         | 2         | Winnaar (1998)          |
| Colombia (FCF) 3 deelnemers         | CD Los Millonarios             | 2         | Halve finale (1998)     |
| Ecuador (FEF) 3 deelnemers          | Barcelona SC                   | 2         | Groepsfase (1998, 1999) |
| Ecuador (FEF) 3 deelnemers          | CD El Nacional                 | 2         | Halve finale (1998)     |
| Ecuador (FEF) 3 deelnemers          | CS Emelec                      | 2         | Groepsfase (1998, 1999) |
| Peru (FPF) 3 deelnemers             | Club Alianza Lima              | 2         | Halve finale (1999)     |
| Peru (FPF) 3 deelnemers             | Club Sporting Cristal          | 2         | Groepsfase (1998, 1999) |
| Peru (FPF) 3 deelnemers             | Club Universitario de Deportes | 2         | Groepsfase (1998, 1999) |
| Bolivia (FBF) 1 deelnemer           | CD Oriente Petrolero           | geen      |                         |
| Costa Rica (Fedefutbol) 1 deelnemer | LD Alajuelense                 | geen      |                         |
| Venezuela (FVF) 1 deelnemer         | Estudiantes de Mérida FC       | geen      |                         |

## Toernooi-opzet
De zestien deelnemende clubs werden verdeeld in vier groepen van vier teams. In de groepsfase speelde elk team twee keer (thuis en uit) tegen de drie tegenstanders. De groepswinnaars plaatsten zich voor de knock-outfase. De halve finales en de finale bestonden uit een thuis- en een uitduel. Het team dat de meeste doelpunten maakte won de wedstrijd. Bij een gelijke stand werden er strafschoppen genomen.

### Groepsfase
De groepsfase vond plaats tussen 4 juli en 12 oktober. De groepswinnaars plaatsten zich voor de kwartfinales.

#### Groep A
| Datum   | Team                  | Score | Team                  |
| ------- | --------------------- | ----- | --------------------- |
| 4 juli  | El Nacional           | 2 - 1 | Estudiantes de Mérida |
| 11 juli | Guadalajara           | 1 - 1 | América               |
| 1 aug.  | América               | 0 - 0 | El Nacional           |
| 2 aug.  | Estudiantes de Mérida | 2 - 3 | Guadalajara           |
| 22 aug. | Estudiantes de Mérida | 3 - 0 | América               |
| 23 aug. | Guadalajara           | 1 - 0 | El Nacional           |
| 5 sep.  | Estudiantes de Mérida | 1 - 1 | El Nacional           |
| 12 sep. | América               | 1 - 0 | Guadalajara           |
| 19 sep. | El Nacional           | 1 - 0 | América               |
| 20 sep. | Guadalajara           | 4 - 0 | Estudiantes de Mérida |
| 3 okt.  | América               | 1 - 2 | Estudiantes de Mérida |
| 4 okt.  | El Nacional           | 3 - 3 | Guadalajara           |

| Nr. | Club                 | Wedstrijden | Wedstrijden | Wedstrijden | Wedstrijden | Doelpunten | Doelpunten | Doelpunten | Punten |
| --- | -------------------- | ----------- | ----------- | ----------- | ----------- | ---------- | ---------- | ---------- | ------ |
| Nr. | Club                 | G           | W           | G           | V           | V          | T          | Saldo      | Punten |
| 1   | CD Guadalajara       | 6           | 3           | 2           | 1           | 12         | 7          | +5         | 11     |
| 2   | CD El Nacional       | 6           | 2           | 3           | 1           | 7          | 6          | +1         | 9      |
| 3   | Estudiantes de M. FC | 6           | 2           | 1           | 3           | 9          | 11         | −2         | 7      |
| 4   | América de Cali      | 6           | 1           | 2           | 3           | 3          | 7          | −4         | 5      |

#### Groep B
| Datum   | Team              | Score | Team              |
| ------- | ----------------- | ----- | ----------------- |
| 5 juli  | Alajuelense       | 2 - 1 | Alianza Lima      |
| 12 juli | Atlético Nacional | 0 - 0 | Necaxa            |
| 2 aug.  | Alianza Lima      | 2 - 3 | Atlético Nacional |
| 3 aug.  | Necaxa            | 1 - 1 | Alajuelense       |
| 24 aug. | Alianza Lima      | 1 - 0 | Necaxa            |
| 30 aug. | Atlético Nacional | 2 - 0 | Alajuelense       |
| 13 sep. | Necaxa            | 2 - 1 | Atlético Nacional |
| 13 sep. | Alianza Lima      | 1 - 1 | Alajuelense       |
| 20 sep. | Atlético Nacional | 4 - 1 | Alianza Lima      |
| 21 sep. | Alajuelense       | 2 - 2 | Necaxa            |
| 4 okt.  | Alajuelense       | 3 - 0 | Atlético Nacional |
| 5 okt.  | Necaxa            | 0 - 0 | Alianza Lima      |

| Nr. | Club                   | Wedstrijden | Wedstrijden | Wedstrijden | Wedstrijden | Doelpunten | Doelpunten | Doelpunten | Punten |
| --- | ---------------------- | ----------- | ----------- | ----------- | ----------- | ---------- | ---------- | ---------- | ------ |
| Nr. | Club                   | G           | W           | G           | V           | V          | T          | Saldo      | Punten |
| 1   | Club Atlético Nacional | 6           | 3           | 1           | 2           | 10         | 8          | +2         | 10     |
| 2   | LD Alajuelense         | 6           | 2           | 3           | 1           | 9          | 7          | +2         | 9      |
| 3   | Club Necaxa            | 6           | 1           | 4           | 1           | 5          | 5          | 0          | 7      |
| 4   | Club Alianza Lima      | 6           | 1           | 2           | 3           | 6          | 10         | −4         | 5      |

#### Groep C
| Datum   | Team          | Score | Team          |
| ------- | ------------- | ----- | ------------- |
| 5 juli  | Millonarios   | 1 - 1 | Barcelona     |
| 12 juli | Toluca        | 4 - 1 | Universitario |
| 9 aug.  | Barcelona     | 2 - 0 | Toluca        |
| 9 aug.  | Universitario | 0 - 2 | Millonarios   |
| 29 aug. | Toluca        | 0 - 0 | Millonarios   |
| 31 aug. | Barcelona     | 1 - 1 | Universitario |
| 6 sep.  | Universitario | 3 - 2 | Toluca        |
| 6 sep.  | Barcelona     | 0 - 2 | Millonarios   |
| 27 sep. | Millonarios   | 1 - 0 | Universitario |
| 27 sep. | Toluca        | 4 - 0 | Barcelona     |
| 10 okt. | Millonarios   | 5 - 5 | Toluca        |
| 12 okt. | Universitario | 2 - 2 | Barcelona     |

| Nr. | Club                | Wedstrijden | Wedstrijden | Wedstrijden | Wedstrijden | Doelpunten | Doelpunten | Doelpunten | Punten |
| --- | ------------------- | ----------- | ----------- | ----------- | ----------- | ---------- | ---------- | ---------- | ------ |
| Nr. | Club                | G           | W           | G           | V           | V          | T          | Saldo      | Punten |
| 1   | CD Los Millonarios  | 6           | 3           | 3           | 0           | 11         | 6          | +5         | 12     |
| 2   | Deportivo Toluca FC | 6           | 2           | 2           | 2           | 15         | 11         | +4         | 8      |
| 3   | Barcelona SC        | 6           | 1           | 3           | 2           | 6          | 10         | −4         | 6      |
| 4   | Club Universitario  | 6           | 1           | 2           | 3           | 7          | 12         | −5         | 5      |

#### Groep D
| Datum   | Team              | Score | Team              |
| ------- | ----------------- | ----- | ----------------- |
| 6 juli  | Oriente Petrolero | 1 - 1 | Sporting Cristal  |
| 13 juli | Emelec            | 1 - 0 | Pachuca           |
| 8 aug.  | Pachuca           | 2 - 1 | Oriente Petrolero |
| 10 aug. | Sporting Cristal  | 2 - 2 | Emelec            |
| 30 aug. | Sporting Cristal  | 2 - 1 | Pachuca           |
| 30 aug. | Emelec            | 2 - 1 | Oriente Petrolero |
| 14 sep. | Sporting Cristal  | 5 - 1 | Oriente Petrolero |
| 14 sep. | Pachuca           | 1 - 0 | Emelec            |
| 26 sep. | Oriente Petrolero | 3 - 1 | Pachuca           |
| 28 sep. | Emelec            | 1 - 0 | Sporting Cristal  |
| 11 okt. | Pachuca           | 1 - 0 | Sporting Cristal  |
| 11 okt. | Oriente Petrolero | 0 - 0 | Emelec            |

| Nr. | Club                  | Wedstrijden | Wedstrijden | Wedstrijden | Wedstrijden | Doelpunten | Doelpunten | Doelpunten | Punten |
| --- | --------------------- | ----------- | ----------- | ----------- | ----------- | ---------- | ---------- | ---------- | ------ |
| Nr. | Club                  | G           | W           | G           | V           | V          | T          | Saldo      | Punten |
| 1   | CS Emelec             | 6           | 3           | 1           | 2           | 6          | 5          | +1         | 10     |
| 2   | Club Sporting Cristal | 6           | 2           | 3           | 1           | 10         | 6          | +4         | 9      |
| 3   | CF Pachuca            | 6           | 3           | 0           | 3           | 6          | 7          | −1         | 9      |
| 4   | CD Oriente Petrolero  | 6           | 1           | 2           | 3           | 7          | 11         | −4         | 5      |

### Knock-outfase
|  | Halve finale | Halve finale                  | Halve finale           | Halve finale | Halve finale |   |                | Finale             | Finale | Finale | Finale | Finale |
|  |              |                               |                        |              |              |   |                |                    |        |        |        |        |
|  | D1           | CS Emelec                     | 3                      | 0            | 3            |   |                |                    |        |        |        |        |
|  | C1           | CD Los Millonarios            | 3                      | 2            | 5            |   |                |                    |        |        |        |        |
|  | C1           | CD Los Millonarios            | 3                      | 2            | 5            |   | C1             | CD Los Millonarios | 0      | 1      | 1      |        |
|  |              |                               |                        |              |              |   | C1             | CD Los Millonarios | 0      | 1      | 1      |        |
|  |              | B1                            | Club Atlético Nacional | 0            | 2            | 2 |                |                    |        |        |        |        |
|  | A1           | B1                            | Club Atlético Nacional | 0            | 2            | 2 | CD Guadalajara | 1                  | 3      | 4 (2)  |        |        |
|  | A1           |                               |                        |              |              |   | CD Guadalajara | 1                  | 3      | 4 (2)  |        |        |
|  | B1           | Club Atlético Nacional (n.s.) | 1                      | 3            | 4 (4)        |   |                |                    |        |        |        |        |

### Halve finales
De halve finales werden gespeeld op 18-19 oktober (heen) en op 25-26 oktober (terug).
| Team 1         | Tot.               | Team 2                 | 1e wedstr. | 2e wedstr. |
| -------------- | ------------------ | ---------------------- | ---------- | ---------- |
| CD Guadalajara | 4 - 4 (2 - 4 n.s.) | Club Atlético Nacional | 1 - 1      | 3 - 3      |
| CS Emelec      | 3 - 5              | CD Los Millonarios     | 3 - 3      | 0 - 2      |

### Finale
|                 |                    |       |                        |                                                                        |
| 2 november 2000 | CD Los Millonarios | 0 - 0 | Club Atlético Nacional | Estadio Nemesio Camacho, Bogotá Scheidsrechter: Jorge Hoyos (Colombia) |
| 2 november 2000 |                    |       |                        | Estadio Nemesio Camacho, Bogotá Scheidsrechter: Jorge Hoyos (Colombia) |

|                 |                           |       |                    |                                                                                |
| 9 november 2000 | Club Atlético Nacional    | 2 - 1 | CD Los Millonarios | Estadio Atanasio Girardot, Medellín Scheidsrechter: Henry Cervantes (Colombia) |
| 9 november 2000 | Moreno 8' Aristizábal 49' |       | 56' Jiménez        | Estadio Atanasio Girardot, Medellín Scheidsrechter: Henry Cervantes (Colombia) |

 Club Atlético Nacional wint met 2-1 over twee wedstrijden.
| Winnaar Copa Merconorte 2000    |
| ------------------------------- |
| Club Atlético Nacional 2e titel |

## Topscorers
De Colombiaan León Muñoz van eindwinnaar Atlético Nacional werd topscorer met zes doelpunten.
| №  | Speler               | Club                   | Goals |
| -- | -------------------- | ---------------------- | ----- |
| 1. | León Muñoz           | Club Atlético Nacional | 6     |
| 2. | Víctor Aristizábal   | Club Atlético Nacional | 5     |
| 2. | Alejandro Kenig      | CS Emelec              | 5     |
| 2. | Jorge Soto           | Club Sporting Cristal  | 5     |
| 5. | Agustín Delgado      | Club Necaxa            | 4     |
| 5. | Carlos María Morales | Deportivo Toluca FC    | 4     |
| 5. | Raúl Ramírez         | CD Los Millonarios     | 4     |

Copa Merconorte: 1998 · 1999 · 2000 · 2001

Copa Mercosur: 1998 · 1999 · 2000 · 2001